# Cuauhtémoc azték uralkodó
Cuauhtémoc [ejtsd: 'Kuautemok'], Cuauhtemotzin, Guatemotzin vagy Guatemoc. Neve azt jelenti, "aki leereszkedett, mint egy sas" (1502 – 1525. február 28.) Ahuitzotl uralkodó fia, és II. Moctezuma unokaöccse és veje volt. Fiatal felesége, aki később Isabel Moctezuma néven vált ismertté, Moctezuma egyik lánya volt. Cuauhtémoc volt az aztékok utolsó uralkodója (tlatoani) 1520-tól 1521-ig.
Cuauhtémoc 1520-ban vette át a hatalmat Cuitláhuac utódjaként. Körülbelül 18 éves korában lépett trónra, miközben Tenochtitlánt a spanyolok ostromolták, és a városban himlőjárvány pusztított.

## Élete
Miután II. Moctezumát Hernán Cortés fogságba vetette, és a lázadó aztékok megkövezték saját királyukat, Moctezuma öccse, Cuitláuac követte az uralkodásban. Amikor Cuitláuac 80 nap múlva himlőben meghalt, az aztékok a 18 éves Cuauhtémocot választották 1520-ban 11., és egyben utolsó királyukká.
A második spanyol támadásnak Cuauhtémoc megalkuvás nélkül ellenállt, a végsőkig védte Tenochtitlánt. Kevéssel a város eleste előtt, 1521. augusztus 13-án kenuján próbált menekülni a városból, de elfogták. Hernán Cortés eleinte teljes tisztelettel bánt vele, még azték uralkodói címét is megtarthatta. Később azonban, hogy megtudják, az aztékok hova rejtették állítólagos kincseiket, Cuauhtémocot a spanyolok megkínozták, lábait tűz felett égették.

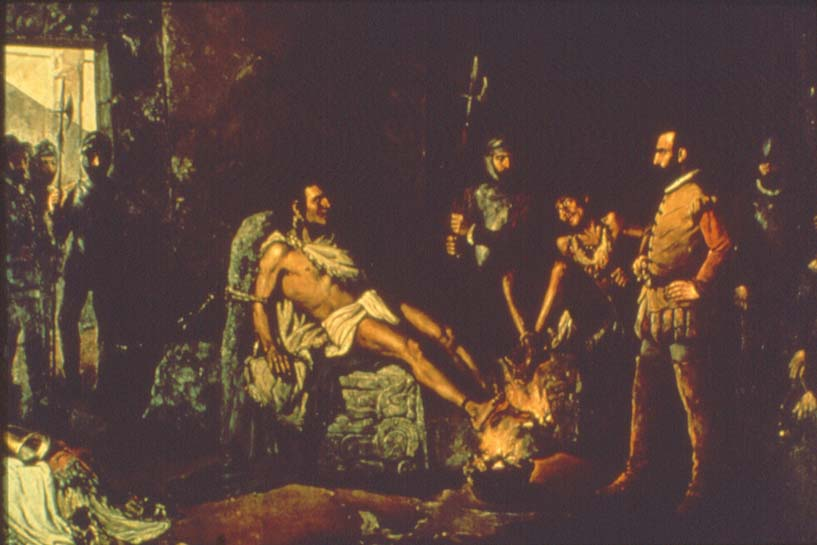
Izaguirre, Leandro (1867-1941): Cuauhtémoc megkínzása

A kínzást rendkívüli nyugalommal, szó nélkül viselte. Mivel Cortés félt hátrahagyni Cuauhtémocot, magával vitte Hondurasba, majd útközben egy spanyolellenes összeesküvésről értesülve, Yucatánban foglyát felakasztatta egy ceiba fára.

## Emlékezete
Cuauhtémocot a mexikói történelem mint nagy uralkodót és mint szabadsághőst tartja számon. Emlékét szerte Mexikóban szobrok, város- és utcanevek őrzik, nevét a mexikóiak gyakran választják keresztnévként. 1887-ben nagyszabású emlékművet emeltek emlékére Mexikóvárosban.
1949 szeptemberében a Guerrero államban található Ixcateopan nevű faluban több száz éves emberi csontokat tártak fel, amelyekről sokan úgy vélik, nem mások, mint Cuauhtémoc maradványai, igaz, sokan vannak azok is, akik ezt vitatják. A helyiek a templomban kiállították a csontokat, és létrehoztak egy Cuauhtémoc-kegyhelyet, a településen pedig emlékművet állítottak az uralkodó tiszteletére.

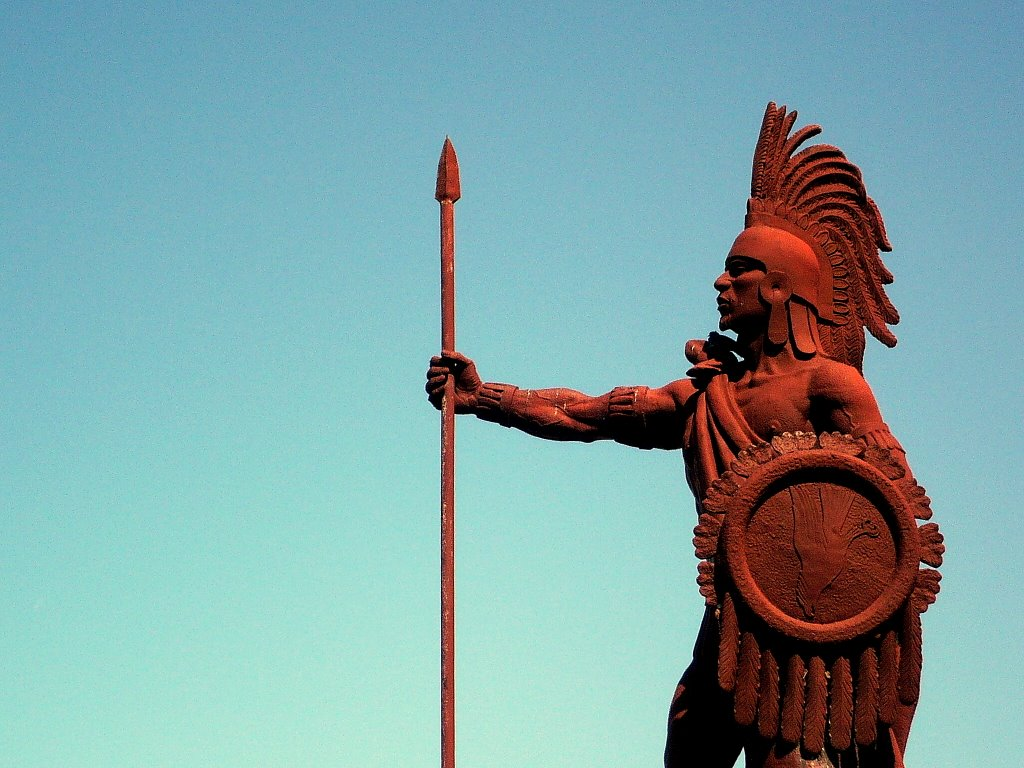
Cuauhtémoc szobra a mexikói Veracruz városban

Cuauhtémoc történetét Gerhart Hauptmann dolgozta fel Der weisse Heiland című darabjában. A drámaíró Cuauhtémocot Guatemotzin néven szerepeltette.